# Dicaelotus pulex
Dicaelotus pulex är en stekelart som beskrevs av Berthoumieu 1906. Dicaelotus pulex ingår i släktet Dicaelotus och familjen brokparasitsteklar. Inga underarter finns listade i Catalogue of Life.